# Jandarma

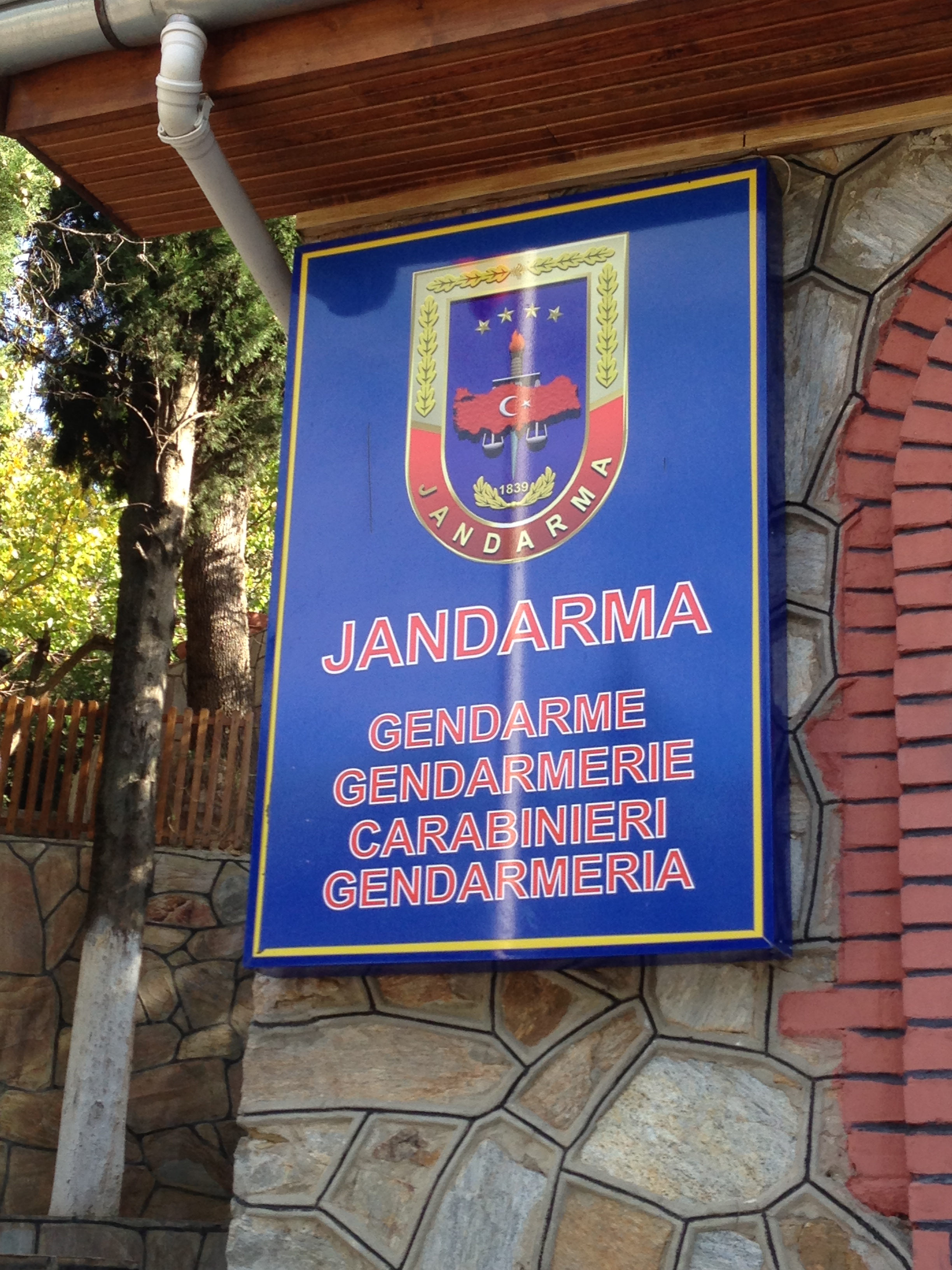
Emlema de la Jandarma en diverses llengues, en una ciutat turìstica de Turquia.

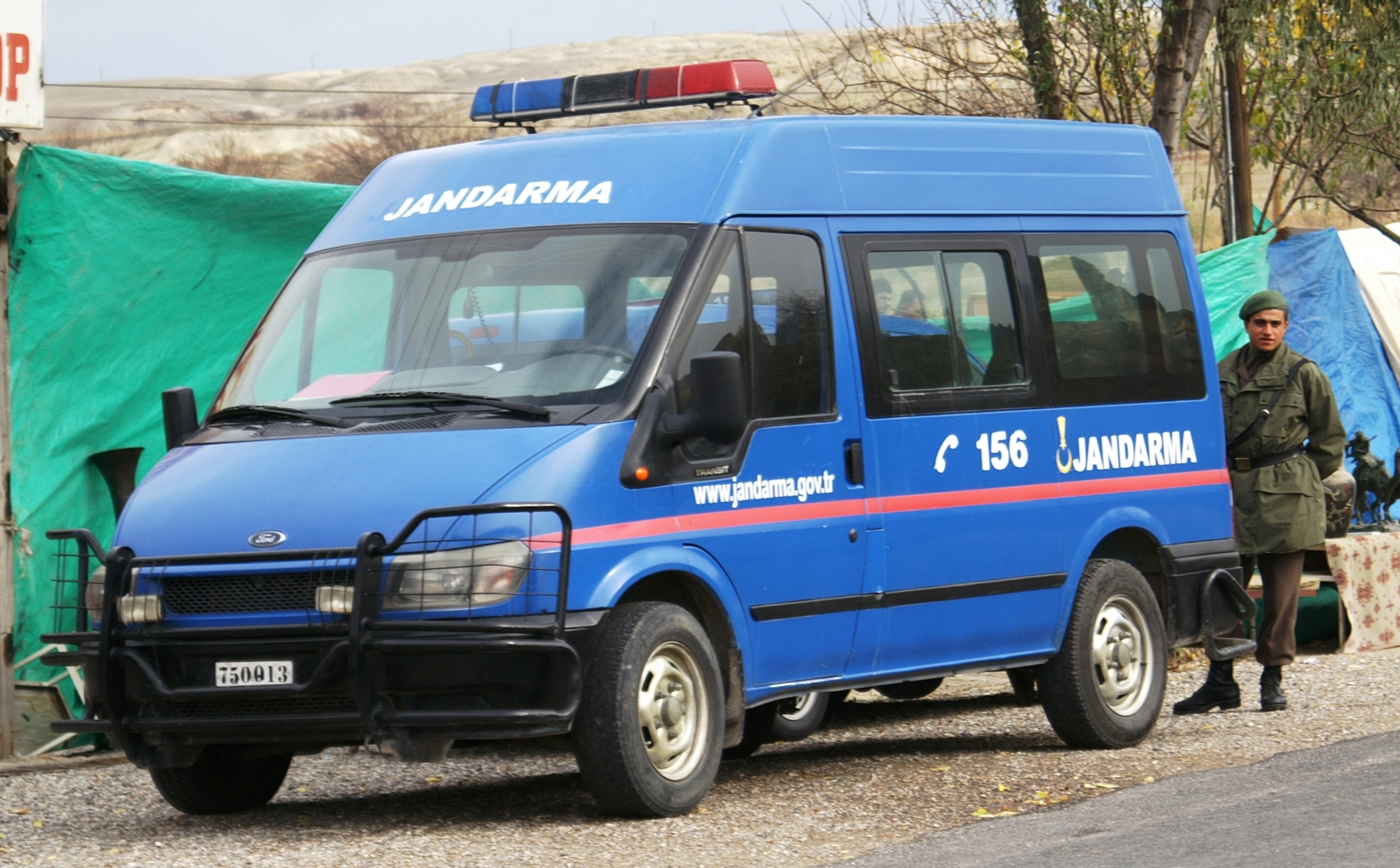
Vehicle de resposta a emergències de la Jandarma

La Jandarma (nom oficial en turc "Jandarma Genel Komutanlığı" - Comandament General de la Gendarmeria) és una organització policial turca responsable del manteniment de l'ordre en aquelles zones que es troben fora de la jurisdicció de les forces de policia (generalment zones rurals), així com garantir la seguretat interna i el control de fronteres en general, juntament amb les altres funcions específiques que li assignin les lleis i els reglaments. Es tracta d'una força de seguretat i policial de caràcter semi-militar i és part del Ministeri de l'Interior.
La Comandància General de la Gendarmeria estàva subordinada a l'Estat Major General de Turquia en matèria de formació i educació pero des del 2016 el Ministeri de l'Interior va assumir totes les responsabilitats del Jandarma. El comandant general de la Gendarmeria és responsable davant el Minister de l'Interior.
L'organització policial militar que va dur a terme els serveis de seguretat i vigilància que es va anomenar "Surta" sota els seljúcides, "Subaşı" sota el regnat de l'Imperi otomà, més tard "Zaptiye" i posteriorment en la història recent "Gendarmeria". Com a tal, va ser fundada el 1839. El Comandant General des d'agost de 2011, és el General Bekir Kalyoncu.
La Gendarmeria té uns 180.000 homes i disposa de 530 vehicles blindats de transport BTR-60 i BTR-80, 36 helicòpters S-70A i 10 helicòpters AB.206A.